# Steatoda foravae
Steatoda foravae là một loài nhện trong họ Theridiidae.
Loài này thuộc chi Steatoda. Steatoda foravae được miêu tả năm 1992 bởi Dippenaar-Schoeman & Müller.